# Germana Focke-Genowa
Germana Focke-Genowa (bulgarisch Германа Фоке-Генова, englisch Germana Focke-Genova; * 3. Dezember 1905 in Trautenau, Bezirk Trautenau, Königreich Böhmen; † 16. März 1992 in Sofia) war eine Architektin, Innenarchitektin, Möbeldesignerin und Fachautorin.

## Werdegang
Germana Focke kam aus einer Handwerkerfamilie. Ihr Geburtsort lag damals in Österreich-Ungarn. Sie studierte in den Jahren 1924 bis 1930 an der TH München und 1930 bis 1932 an der TH Dresden bei Emil Högg. Als Praktikantin des Architekturbüros Pitel & Brausewetter in Trautenau war sie 1932/33 am Bau des Justizpalastes in Sofia beteiligt. Sie heiratete den Bulgaren Stoyan Genow (1906–1994), einen Kommilitonen aus Dresden. Mit ihm ließ sie sich in Sofia nieder.
Sie arbeitete 1933 für das Architekturbüro Ivan Vasil'ow & Dimităr Colow und in den Jahren 1933 bis 1938 im Möbelhaus Moritz Goldstein. Von 1938 bis 1947 war sie mit einem Büro für Innenarchitektur und Möbeldesign selbstständig. Unklar ist, ob ihr Mann am Büro beteiligt war. Er betrieb gleichzeitig ein eigenes Architekturbüro. Sie und ihr Mann organisierten im November des Jahres 1938 gemeinsam mit Neno Jamantiew (Architekt), Aleksandăr Božinow (Künstler) und Wasil Zachariew (Künstler) die erste Vereinigte Kunst- und Kunsthandwerksausstellung des Handelsministeriums in Sofia. Focke-Genowa und ihr Mann nahmen mit eigenen Möbelentwürfen auch selbst teil. Zwischen 1947 und 1953 war sie Mitglied des Wissenschaftlich-Technischen Verbands (NTS). Neben der Selbständigkeit arbeitete sie zwischen 1950 und 1960 Teilzeit im städtischen Betrieb Horemag und den städtischen Handelsorganisationen Tărgovija sowie Bakalija. Sie fertigte Entwürfe für Restaurants, Ladengeschäfte und Cafés einschließlich der Möblierung.
1960 war sie Architektin bei Gradski transport. Im Jahr 1961 arbeitete sie als Designerin in der Experimentalgruppe des Hauses der Modelle beim Zentralrat der Genossenschaften. Für das wissenschaftliche Forschungs- und Projektierungsinstitut der holzverarbeitenden Möbelindustrie (Nipkidmp) arbeitete sie im Jahr 1963. In der Zeit zwischen 1963 und 1965 war sie dort Gruppenleiterin. Im Jahr 1964 gehörte sie zu den Gründungsmitgliedern des Architektenverbandes in Bulgarien. Sie wurde 1965 vom Komitee für Wissenschafts- und Hochschulbildung mit dem Entwurf für Wohnzimmermöbel beauftragt. Das modulare System „66–45“ wurde zwischen 1963 und 1965 in Serie in allen bulgarischen Möbelfabriken produziert. Das System brachte  Material- und Arbeitszeitersparnis und wurde in den Jahren 1965 bis 1970 jährlich mit einer Goldmedaille auf der Internationalen Messe in Plowdiw ausgezeichnet. 1966 bis 1967 war sie leitende Architektin in der Designergruppe von Nipkidmp und war 1968 bis 1970 dort bis zu ihrer Pensionierung Chefarchitektin.
In der Zeit von 1970 bis 1975 war sie wieder selbständig tätig. Sie wurde mit dem Goldenen Ehrenzeichen des Rates der Minister und Gewerkschaften ausgezeichnet. Focke-Genowa war eine Vertreterin des Funktionalismus. Sie veröffentlichte regelmäßig Fachartikel in der Zeitschrift „Magazin za mebeli“.

## Werke (Auswahl)
- 1933 Innenausbauten für N. Meworah (Wohnungen) in Sofia
- 1934 Innenausbau Privatwohnung Dr. Slavchew
- 1935 Villen für M. Goldstein
- 1936 Innenausbau Privatwohnung D. Kanew, Yantra-Straße 1
- 1937 Innenausbau Privatwohnung CH. Piperkow
- 1938 Möbelgeschäft „Goldstein“
- Genossenschaftswohnungen: Ul. Krakra 14; ul. Šipka 12; ul. Oborište 8, 37, 36; ul. Iwan Assen II. 44; ul. Giovanni Gorinni 2, 20; ul. Ogosta 8; ul. Zagore 5; ul. Ticha 6; ul. N. Rilskij 16; ul. Iwan Wasow 24

## Ausstellungen (Auswahl)
- 1938 Vereinigte Kunst- und Kunsthandwerksausstellung des Handelsministeriums, Sofia

Posthum
- 2006 PRESENCES / ABSENCES Women Artists and Architects in the Modern Art of Bulgaria, Sofia[3]